# Pseudophilautus
Pseudophilautus is een geslacht van kikkers uit de familie schuimnestboomkikkers (Rhacophoridae). De groep werd voor het eerst wetenschappelijk beschreven door Raymond Ferdinand Laurent in 1943. Veel soorten behoorden lange tijd tot het geslacht Kirtixalus.
Er zijn 79 soorten, inclusief de pas in 2015 beschreven soort Pseudophilautus dilmah. Alle soorten komen voor in in Azië en leven in delen van Sri Lanka en India.

## Taxonomie
Geslacht Pseudophilautus
- Soort Pseudophilautus abundus
- Soort Pseudophilautus adspersus
- Soort Pseudophilautus alto
- Soort Pseudophilautus amboli
- Soort Pseudophilautus asankai
- Soort Pseudophilautus auratus
- Soort Pseudophilautus bambaradeniyai
- Soort Pseudophilautus caeruleus
- Soort Pseudophilautus cavirostris
- Soort Pseudophilautus cuspis
- Soort Pseudophilautus dayawansai
- Soort Pseudophilautus decoris
- Soort Pseudophilautus dilmah
- Soort Pseudophilautus dimbullae
- Soort Pseudophilautus eximius
- Soort Pseudophilautus extirpo
- Soort Pseudophilautus femoralis
- Soort Pseudophilautus fergusonianus
- Soort Pseudophilautus folicola
- Soort Pseudophilautus frankenbergi
- Soort Pseudophilautus fulvus
- Soort Pseudophilautus hallidayi
- Soort Pseudophilautus halyi
- Soort Pseudophilautus hankeni
- Soort Pseudophilautus hoffmanni
- Soort Pseudophilautus hoipolloi
- Soort Pseudophilautus hypomelas
- Soort Pseudophilautus jagathgunawardanai
- Soort Pseudophilautus kani
- Soort Pseudophilautus karunarathnai
- Soort Pseudophilautus leucorhinus
- Soort Pseudophilautus limbus
- Soort Pseudophilautus lunatus
- Soort Pseudophilautus macropus
- Soort Pseudophilautus maia
- Soort Pseudophilautus malcolmsmithi
- Soort Pseudophilautus microtympanum
- Soort Pseudophilautus mittermeieri
- Soort Pseudophilautus mooreorum
- Soort Pseudophilautus nanus
- Soort Pseudophilautus nasutus
- Soort Pseudophilautus nemus
- Soort Pseudophilautus newtonjayawardanei
- Soort Pseudophilautus ocularis
- Soort Pseudophilautus oxyrhynchus
- Soort Pseudophilautus papillosus
- Soort Pseudophilautus pardus
- Soort Pseudophilautus pleurotaenia
- Soort Pseudophilautus poppiae
- Soort Pseudophilautus popularis
- Soort Pseudophilautus procax
- Soort Pseudophilautus puranappu
- Soort Pseudophilautus regius
- Soort Pseudophilautus reticulatus
- Soort Pseudophilautus rugatus
- Soort Pseudophilautus rus
- Soort Pseudophilautus samarakoon
- Soort Pseudophilautus sarasinorum
- Soort Pseudophilautus schmarda
- Soort Pseudophilautus schneideri
- Soort Pseudophilautus semiruber
- Soort Pseudophilautus silus
- Soort Pseudophilautus silvaticus
- Soort Pseudophilautus simba
- Soort Pseudophilautus singu
- Soort Pseudophilautus sirilwijesundarai
- Soort Pseudophilautus sordidus
- Soort Pseudophilautus steineri
- Soort Pseudophilautus stellatus
- Soort Pseudophilautus stictomerus
- Soort Pseudophilautus stuarti
- Soort Pseudophilautus tanu
- Soort Pseudophilautus temporalis
- Soort Pseudophilautus variabilis
- Soort Pseudophilautus viridis
- Soort Pseudophilautus wynaadensis
- Soort Pseudophilautus zal
- Soort Pseudophilautus zimmeri
- Soort Pseudophilautus zorro

Beddomixalus · 
Chiromantis · 
Feihyla · 
Ghatixalus · 
Gracixalus · 
Kurixalus · 
Liuixalus · 
Mercurana · 
Nasutixalus · 
Nyctixalus · 
Philautus · 
Polypedates · 
Pseudophilautus · 
Raorchestes · 
Rhacophorus · 
Taruga · 
Theloderma